# Vlag van Winterswijk

De vlag van Winterswijk

De vlag van Winterswijk kan als volgt worden beschreven: 
Gekwartileerd van blauw, geel, wit en blauw.

## Geschiedenis
De vlag werd ingesteld bij raadsbesluit op 29 juli 1954. In dat jaar werd ook het wapen van Winterswijk aangepast: het zwarte veld werd blauw. De kleuren zijn afkomstig van het nieuwe wapen van Winterswijk.

## Verwante afbeelding

Het wapen van Winterswijk

Aalten ·
Apeldoorn ·
Arnhem ·
Barneveld ·
Berg en Dal ·
Berkelland ·
Beuningen ·
Bronckhorst ·
Brummen ·
Buren ·
Culemborg ·
Doesburg ·
Doetinchem ·
Druten ·
Duiven ·
Ede ·
Elburg ·
Epe ·
Ermelo ·
Harderwijk ·
Hattem ·
Heerde ·
Heumen ·
Lingewaard ·
Lochem ·
Maasdriel ·
Montferland ·
Neder-Betuwe ·
Nijkerk ·
Nijmegen ·
Nunspeet ·
Oldebroek ·
Oost Gelre ·
Oude IJsselstreek ·
Overbetuwe ·
Putten ·
Renkum ·
Rheden ·
Rozendaal ·
Scherpenzeel ·
Tiel ·
Voorst ·
Wageningen ·
West Betuwe ·
West Maas en Waal ·
Westervoort ·
Wijchen ·
Winterswijk ·
Zaltbommel ·
Zevenaar ·
Zutphen